# Johnny Wactor
John William Wactor III (Charleston, 31 de agosto de 1986-Los Ángeles, 25 de mayo de 2024) fue un actor estadounidense conocido por interpretar a Brando Corbin en la serie General Hospital y a Johnny en la serie Siberia de NBC. También tuvo papeles en la serie Army Wives y las películas USS Indianapolis: Men of Courage y Supercell. Fue asesinado en el centro de Los Ángeles, a la edad de 37 años.

## Biografía

### Primeros años
Nació el 31 de agosto de 1986 en Charleston, Carolina del Sur. Tiene dos hermanos, Lance y Grant. Creció en Summerville, Carolina del Sur, donde se graduó de Summerville High School en 2004. Luego, se graduó de la College of Charleston con una licenciatura en administración de empresas y una licenciatura en español en mayo de 2009.

### Carrera
Se mudó a Los Ángeles para trabajar como actor. Hizo su debut televisivo con Army Wives en 2007. Interpretó a Brando Corbin en la serie General Hospital de 2020 a 2022. También interpretó a Johnny en la serie Siberia y tuvo papeles en las películas USS Indianapolis: Men of Courage y Supercell. Obtuvo un papel de voz en el videojuego Call of Duty: Vanguard (2021).

### Vida personal
Estuvo anteriormente comprometido con la actriz y directora Tessa Farrell, con quien salió desde 2013, pero su relación terminó a finales de la década de 2010. Según los informes, salió después con la actriz Kaitlin Sullivan, quien actuó en Fresh Off The Boat, pero la pareja se separó más tarde. Trabajaba como barman en el momento de su muerte.

## Asesinato
Después de terminar su turno de barman, fue asesinado en la esquina de West Pico Boulevard y South Hope Street en downtown de Los Ángeles el 25 de mayo de 2024, cuando se encontró con tres hombres que intentaban robar un convertidor catalítico de su Toyota Prius.
El actor estaba acompañando a un compañero de trabajo hasta su automóvil cuando vio a los hombres y, según los informes, inicialmente creyó que estaban remolcando su automóvil. Según su hermano, una vez que él se dio cuenta de lo que estaba sucediendo, protegió a su compañero de trabajo con su cuerpo y uno de los hombres que intentaba robar el convertidor le disparó. Posteriormente, los tres hombres huyeron del lugar y Wactor fue trasladado a un hospital donde fue declarado muerto.
Su funeral se realizó el 16 de junio de 2024, en la Iglesia Bautismal de Summerville, Carolina del Sur, tres semanas después de su asesinato, y hasta la fecha de su funeral, los tres hombres seguían prófugos. El 15 de agosto de 2024, cuatro hombres fueron arrestados en relación con el asesinato de Wactor. Cuatro días después, los fiscales acusaron a dos de los hombres, asociados con una pandilla callejera del Sur de Los Ángeles, de asesinato; los otros dos hombres fueron acusados de cargos menores.

## Filmografía

### Cine
| Año  | Título                           | Personaje      | Director                     | Notas                      |
| ---- | -------------------------------- | -------------- | ---------------------------- | -------------------------- |
| 2010 | The Grass Is Never Greener       | Johnny         | Alex Vivian                  | Cortometraje               |
| 2010 | Lover's Speed                    | Johnny         | Candace Infuso               | Cortometraje               |
| 2011 | GoldenBox                        | Tucker         | Matt MacDonald               | Cortometraje               |
| 2011 | Snap Judgment                    | Orderly        | Trevor Erickson              |                            |
| 2011 | Roundhay Hall                    | Ethan          | Rob Wood                     | Cortometraje               |
| 2011 | Synchronicity                    | Kevin          | Monique Thomas               | Cortometraje               |
| 2012 | The Con-Artist                   | Journalist     | Luis F. Pazos                | Cortometraje               |
| 2012 | The Proposal                     | Bobby          | Jason Federici               | Cortometraje               |
| 2012 | Mr. and Mrs. Kill                | Eloped Husband | Doc Vidal, Ryan Kibby        | Cortometraje: papel de voz |
| 2014 | Menthol                          | John           | Micah Van Hove               |                            |
| 2014 | Ever                             | John           | Josh Beck                    |                            |
| 2014 | Life, Perfected                  | Howie          | Tyler Seiple                 | Cortometraje               |
| 2015 | Flyover States                   | Mike           | Alexander Malt               | Cortometraje               |
| 2015 | A Most Suitable Applicant        | Johnny Baker   | Krystal White                | Cortometraje               |
| 2016 | The Interrogation                | Troy           | Michael B. Silver            | Cortometraje               |
| 2016 | USS Indianapolis: Men of Courage | Connor         | Mario Van Peebles            |                            |
| 2017 | F***, Marry, Kill                | Jacob          | Scott Donovan                | Cortometraje               |
| 2018 | Cold Soldiers                    | Orderly        | Nick Smith                   |                            |
| 2018 | Boy Crazy                        | Troy           | Tessa Farrell                | Cortometraje               |
| 2019 | Anything for You, Abby           | Tom            | Jamin Bricker                | Cortometraje               |
| 2020 | The Relic                        | Marcus         | J.M. Logan                   | Cortometraje               |
| 2022 | Broken Riders                    | Moxin          | Robert Benson                | Cortometraje               |
| 2023 | Trapper's Edge                   | Billy          | Johnny Hickey, Jimmy Scanlon |                            |
| 2023 | Supercell                        | Martin         | Herbert James Winterstern    |                            |
| 2024 | Dead Talk Tales: Volume 1        | Marcus         | John Vizaniaris              |                            |

### Televisión
| Año       | Título               | Personaje                         | Notas                                       |
| --------- | -------------------- | --------------------------------- | ------------------------------------------- |
| 2007–2009 | Army Wives           | Airman Byers, PFC Kantor, Soldier | 3 episodios                                 |
| 2010–2016 | Hollywood Girl       | Shane Hudson                      | 8 episodios                                 |
| 2013      | Siberia              | Johnny                            | 11 episodios                                |
| 2015      | Agent X              | John's Father                     | Episodio: "Truth, Lies and Consequences"    |
| 2016      | Vantastic            | Beyanna BamBam                    | 3 episodios                                 |
| 2016      | Animal Kingdom       | MP #1                             | Episodio: "Man In"                          |
| 2017      | Training Day         | Greg                              | Episodio: "Code of Honor"                   |
| 2017      | Criminal Minds       | Trey Gordon                       | Episodio: "In the Dark"                     |
| 2017      | Sisters of the Groom | Tim                               | Película de televisión                      |
| 2017      | Struggling Servers   | Actor                             | Episodio: "The Move"                        |
| 2017–2018 | Age Appropriate      | Jake                              | 3 episodios                                 |
| 2018      | Disillusioned        | Jared                             | Película de televisión                      |
| 2019      | NCIS                 | Navy Lietuenant Ross Johnson      | Episode: "The Last Link"                    |
| 2019      | The OA               | EMT 2                             | Episode: "Angel of Death"                   |
| 2020      | Westworld            | Gunny Thompson                    | 2 episodios                                 |
| 2020      | The Passenger        | Horace Parker                     | 3 episodios                                 |
| 2020–2022 | General Hospital     | Brando Corbin                     | 164 episodios                               |
| 2023      | Station 19           | Lt. Cooper                        | Episodio: "Even Better Than the Real Thing" |
| 2023      | Barbee Rehab         | Star Trek Ken                     | 7 episodios                                 |

### Videojuego
| Año  | Título                 | Personaje     | Notas      |
| ---- | ---------------------- | ------------- | ---------- |
| 2021 | Call of Duty: Vanguard | Voz adicional | Rol de voz |

## Otras lecturas
- Asperin, Alexa Mae (28 de mayo de 2024). «New details released in murder of 'General Hospital' actor Johnny Wactor». Fox 11 Los Angeles.
- Arger, Alex (28 de mayo de 2024). «Fundraiser for slain 'General Hospital' actor Johnny Wactor takes off as family looks for answers». Scripps News.
- Segarra, Edward (29 de mayo de 2024). «'General Hospital' actor Johnny Wactor’s cause of death revealed». USA Today.